# Tai (grupo étnico)
Os tais (em tailandês: ไทย) são o grupo étnico majoritário na Tailândia. Fazem parte de um grande grupo etnolinguístico que se distribui entre o Sudeste Asiático e a China. Sua língua é o tailandês, pertencente ao grupo linguístico tai, pertencente à família linguística kradai. O termo  'tailandês'  também se refere aos naturais da Tailândia e não apenas ao indivíduo integrante do grupo étnico tai.
A maior parte do povo tai segue o budismo teravada.